# Dean Sylvester
Dean M. Sylvester (* 30. Dezember 1972 in Weymouth, Massachusetts) ist ein ehemaliger US-amerikanischer Eishockeyspieler, der um Verlauf seiner aktiven Karriere zwischen 1991 und 2001 unter anderem 100 Spiele für die Buffalo Sabres und Atlanta Thrashers in der National Hockey League (NHL) auf der Position des rechten Flügelstürmers bestritten hat. Darüber hinaus absolvierte Sylvester weitere 260 Partien in der International Hockey League (IHL), wo er im Jahr 2001 mit den Orlando Solar Bears den Turner Cup gewann.

## Karriere
Sylvester spielte zunächst drei Jahre von 1991 bis 1994 an der Kent State University und für ein Jahr von 1994 bis 1995 an der Michigan State University in der National Collegiate Athletic Association (NCAA). Während dieser Zeit war er im NHL Supplemental Draft 1993 an zweiter Gesamtposition von den San Jose Sharks aus der National Hockey League (NHL) ausgewählt worden.
Nach Beendigung seiner College-Ausbildung wechselte der rechte Flügelstürmer zur Saison 1995/96 zunächst in die East Coast Hockey League (ECHL) zu den Mobile Mysticks, wurde jedoch noch während der Spielzeit von den San Jose Sharks unter Vertrag genommen. Diese setzten ihn in den folgenden drei Spielzeiten jedoch ausschließlich in ihrem Farmteam in der International Hockey League (IHL), den Kansas City Blades, ein. Zu einem NHL-Einsatz für die Sharks kam er aber nie. Deshalb wechselte der US-Amerikaner im Sommer 1998 als Free Agent zu den Buffalo Sabres, die ihn vorerst ebenfalls nur beim Kooperationspartner Rochester Americans aus der American Hockey League (AHL) einsetzten. Gegen Ende der Saison 1998/99 kam er zu seinem ersten Einsatz in der NHL und wurde zudem in vier Partien der Stanley-Cup-Playoffs 1999 eingesetzt.
Trotzdem wurde Sylvester im Sommer 1999 zu den neu gegründeten Atlanta Thrashers transferiert, wo er sich schließlich durchsetzen konnte und in den Spielzeiten 1999/2000 und 2000/01 auf insgesamt 95 Einsätze kam. Am 25. Juni 2001 gab der 29-Jährige das Ende seiner aktiven Karriere bekannt, die er mit dem Gewinn des Turner Cup im Trikot von Atlantas IHL-Farmteam Orlando Solar Bears abschloss.

## Erfolge und Auszeichnungen
- 2001 Turner-Cup-Gewinn mit den Orlando Solar Bears

## Karrierestatistik
(Legende zur Spielerstatistik: Sp oder GP = absolvierte Spiele; T oder G = erzielte Tore; V oder A = erzielte Assists; Pkt oder Pts = erzielte Scorerpunkte; SM oder PIM = erhaltene Strafminuten; +/− = Plus/Minus-Bilanz; PP = erzielte Überzahltore; SH = erzielte Unterzahltore; GW = erzielte Siegtore; 1 Play-downs/Relegation; Kursiv: Statistik nicht vollständig)